# Sergei Wjatscheslawowitsch Gorpischin
Sergei Wjatscheslawowitsch Gorpischin (russisch Сергей Вячеславович Горпишин; * 31. August 1997 in Erlangen) ist ein russischer Handballspieler, der beim TV Emsdetten in der 3. Liga unter Vertrag steht.

## Karriere

### Im Verein
Sergei Gorpischin begann das Handballspielen bei der Eintracht Hildesheim. Er durchlief von der Kindheit bis in die Jugend alle Altersklassen in diesem Verein, bis er in der Saison 2015/2016 dort auch im Kader der ersten Mannschaft stand. Diese spielte damals in der 3. Liga, nachdem sie in der Vorsaison aus der 2. Handball-Bundesliga abgestiegen war.
Im Juli 2016 unterschrieb Gorpischin einen Einjahresvertrag bei den Handballfreunden Springe, dem Verein, bei dem sein Vater 2015 seine Spielerkarriere beendet hatte und fortan Co-Trainer der Mannschaft war. Er verlängerte seinen Vertrag im Mai um ein weiteres Jahr, bevor er im Juli einen Einjahresvertrag bis zum 30. Juni 2018 beim HC Erlangen unterschrieb. In seiner Geburtsstadt sammelte er erste Erfahrung in der Bundesliga, stand aber vor allem für die U23-Mannschaft des Vereins auf der Platte, die gerade in die 3. Liga aufgestiegen war. Des Weiteren verfügte er 2018 für eine Halbserie über ein Zweitspielrecht für die DJK Rimpar Wölfe.
Im Sommer 2019 wechselte er zum damaligen Champions-League-Titelverteidiger RK Vardar Skopje. Mit der Mannschaft spielte er auch in der supranationalen SEHA-Liga, in der man erst im Finale gegen KC Veszprém unterlag und Zweiter wurde. In der durch die COVID-19-Pandemie verkürzten Champions League 2019/20 qualifizierte man sich nicht für das Final-Four-Turnier und schied nach der Gruppenphase aus. Nach Auslaufen des Vertrags bei Vardar trainierte Gorpischin zunächst bei der SG Flensburg-Handewitt, wo damals bedingt durch die Verletzung von Simon Hald, Johannes Golla und Jacob Heinl ein Kreisläufer gesucht wurde. Nach der Vorbereitung und einigen Testspielen teilte der Verein jedoch im September 2020 mit, dass es nicht zu einer Verpflichtung komme. Der vereinslose Gorpischin wurde daraufhin nach dem Ausfall von Christian Klimek im Dezember 2020 direkt für die verbleibenden vier Spiele des laufenden Kalenderjahres durch Die Eulen Ludwighafen verpflichtet. Es kam allerdings nur noch zu drei Spielen, da die Partie gegen die MT Melsungen quarantänebedingt verlegt wurde. Im Anschluss an die Weltmeisterschaftspause kehrten die ausgefallenen Kreisläufer wieder zurück, so dass es – auch aufgrund der durch die COVID-19-Pandemie angespannten finanziellen Lage im Verein – zu keiner Vertragsverlängerung bei den Eulen kam.
Gorpischin stand anschließend mit mehreren Vereinen in Kontakt, unter anderem aus Frankreich. Im Frühjahr 2021 fanden zunächst vertrauliche Verhandlungen mit dem Handballverein von ZSKA Moskau und dessen damaligen Trainer Velimir Petković statt. Letzterer trainierte eigentlich die russische Handball-Nationalmannschaft, übernahm das Traineramt des Vereins aber zusätzlich für ein paar Monate. Mitte Juni 2021 gab der Verein die Verpflichtung Gorpischins bekannt. Bei ZSKA Moskau spielte er eine Saison, wurde russischer Vizemeister und absolvierte insgesamt vier Spiele in der Qualifikation zur EHF European League 2021/22. Anfang Juni 2022 gab der Verein bekannt, dass sich der Kreisläufer nach 29 Spielen und 32 Toren aus Moskau verabschiedet. Durch die erneute Verletzung von Christian Klimek unterschrieb Gorpischin ein zweites Mal bei den Eulen Ludwigshafen, die mittlerweile in der 2. Bundesliga spielten. Er wurde allerdings dieses Mal bis zum Ende der laufenden Saison vereinbart, die der Verein auf dem 9. Platz beendete.
Zur Saison 2023/24 wechselte er zum direkten Ligakonkurrenten 1. VfL Potsdam. Im neuen Verein kam er in 32 Liga- und zwei Pokalspielen zum Einsatz. Die Mannschaft beendete die Saison auf dem ersten Tabellenplatz und Gorpischin stieg mit ihr in die Handball-Bundesliga auf. Seit dem Sommer 2025 steht er beim Drittligisten TV Emsdetten unter Vertrag.

### In Auswahlmannschaften
Gorpischin spielte bei der U-19-Handball-Weltmeisterschaft 2015 im russischen Jekaterinburg. Ein Jahr darauf nahm er ebenfalls an der U-20-Handball-Europameisterschaft 2016 in Dänemark teil.
Bei der Handball-Weltmeisterschaft 2019 in Dänemark und Deutschland spielte er in der Gruppenphase. Die Mannschaft zog jedoch nach nur einem Sieg, zwei Unentschieden – u. a. gegen Deutschland – und zwei Niederlagen nicht in die Hauptrunde ein. Im anschließenden President’s Cup musste man sich nur der Auswahl von Katar im Spiel um Platz 13 Finale geschlagen geben und beendete das Turnier auf dem 14. Platz. In der Qualifikation zur Europameisterschaft 2020 spielte er ebenso. Vorerst letztmalig war Gorpischin beim Vier-Nationen-Turnier Torneo Cuatro Naciones de Handball im argentinischen San Juan im Oktober 2019 Teil des Aufgebots, in welchem die Mannschaft den 2. Platz belegte. Im Anschluss an das Trainingslager in Skopje im Dezember 2019, teilte Trainer Kokscharow mit, dass Gorpischin nicht im endgültigen Aufgebot für die Europameisterschaft 2020 stehe.

## Privates
Gorpischin legte sein Abitur in Hildesheim an der Michelsenschule ab und studierte anschließend neben seiner Karriere als Profisportler Maschinenbau. Sein Vater ist der ehemalige Handballspieler und spätere -trainer Wjatscheslaw Gorpischin.